# Герої війни та грошей
«Герої війни та грошей», Lords of War and Money, HeroesWM.Ru — це популярна браузерна гра, створена фанатами фентезі й пригод. Гра запускається прямо з сайту гри [Архівовано 10 квітня 2022 у Wayback Machine.] й не вимагає додаткової установки клієнтського ПЗ, працює на всіх браузерах, що підтримують Flash-анімацію. 
Основними перевагами гри є її доступність і безкоштовність. Бойова модель гри нагадує шахи, кожний юніт має власні характеристики й анімацією. Загальну уяву про бої в грі можна одержати, провівши пробну битву, реєстрація для цього не обов'язкова.

## Ігрова механіка
Правилами гри дозволяється створення одного основного персонажа (власне для гри) і двох додаткових (для поверхневого ознайомлення з альтернативними можливостями). У процесі гри, гравці роблять торговельні операції й виконують квести, воюють між собою й нейтральними істотами; беруть участь у глобальних івентах, турнірах; спілкуються між собою як усередині гри, так і на численних офлайн-зустрічах.
У грі існує безліч гільдій — професій персонажа. Можна стати затятим мисливцем або злодієм, відомим ковалем або ювеліром, професійним робітником або картярем, найманцем або майстром броні й зброї.
На інтерактивній карті, що постійно розширюється в результаті воєн, розташовані володіння Імперії, а також захоплені території — землі короля магів Сайруса й землі гномів. Деякі землі населені агресивними істотами, а багато районів взагалі не досліджені. Сектори різняться нерухомістю, що перебуває на них, так і впливом на самого персонажа — наприклад, різна швидкість відновлення мани. У частину секторів можливо потрапити тільки в обхід, минаючи ріки й гори.

### Вміння і «антивміння»
У грі введено поняття вміння — це навичка героя у певній фракції, тобто чим більше гравець воює у певній фракції тим краще в нього розвиненні унікальні фракційні можливості. Наприклад, у гномів з кожним рівнем з'являється нова руна, а у варварів росте опір до магії.
Також у грі існує поняття «антивміння» — чим вище у героя вміння певної фракції тим менше ушкоджень він отримує від атак істот героя цієї фракції. Розмір бонусу вираховується за формулою: 3% × РВ = п.у.; де РВ — вміння героя у даній фракції; п.у. — поглинуті ушкодження (у % від загальних). Тобто досягти успіху у грі може лише гравець у якого розвинуті вміння усіх фракцій.

### Гільдії
У грі існує дев'ять гільдій — професій персонажа. Можна бути мисливцем, злодієм, рейнджером, ковалем, ювеліром, робітником, картярем, найманцем, а також майстром броні і зброї, або практикувати кілька професій відразу.

#### Гільдія Мисливців (ГМ)
ГМ призначена для захисту земель Імперії від атак істот. За перемогу гравець отримує винагороду у вигляді грошової суми, вміння фракції і гільдії і, якщо пощастить, специфічних артефактів (комплекти Мисливця, Майстра Мисливця, Великого Мисливця або Звіробоя). Полювати гравець може кожні 40-60 хвилин на всі види істот в грі (понад 130 видів), причому на одну і ту ж істоту можна полювати нескінченну кількість разів, правда після перемоги в наступний раз чисельність істот буде більше (N = n * 1.69 ^ max (Y; 0.1), де N — нова кількість істот, n — стара кількість (до перемоги над ними), Y — вміння, взяте в минулому переможному бою з ними. Якщо успішне полювання було проведено на одинці (тобто Y = 0.5), то армія збільшиться на 30%.). Таким чином, у кожного гравця є свої особисті рекорди в полюваннях, а також існує рейтинг рекордів по всій Імперії. Для 1-3 бойового рівня полювання доступне раз в 10 хвилин. Вночі (з 00:00 по 8:00) полювання в два рази частіше незалежно від рівня. Також існує можливість збільшити «випадання» полювань в два рази шляхом покупки спеціальної «Ліцензії Мисливця» за ігрове золото.

#### Гільдія Злодіїв (ГЗ)
Основна мета ГЗ — є напади на каравани. Однак вступити в неї — означає бути досить заможним персонажем, тому як Гільдія елітна. Вступити в гільдію можна лише при наявності спеціального запрошення іншого злодія або сплативши внесок в гільдії злодіїв. Стати злодієм можуть тільки персонажі від 6 бойового рівня. Сувій зникає з інвентарю після застосування, однак, при отриманні 5-го рівня в гільдії, злодію видається новий.

#### Гільдія Ковалів (ГКо)
Отримавши 6 бойової рівень і побудувавши в своєму замку кузню, будь герой зможе навчитися ремонтувати зламані артефакти. З підвищенням рівня гільдії зростає ефективність ремонту (виражається в% від міцності), аж до 90% від початкової міцності.

#### Гільдія Зброярів (ГЗ)
Гільдія дозволяє гравцям проводити модернізацію практично будь-якого відомого артефакту, який після обробки набуває нових магічні властивості. Модернізація проводиться за елементи, отримані в Гільдії Найманців або придбані у інших гравців. Так само елементи можна було отримати під час деяких івентів. Якість модернізації залежить від навички Гільдії Зброярів та її категорій (Майстер зброї, Майстер обладунків, Ювелір).

#### Гільдія Робітників (ГР)
Гільдія об'єднує в собі всіх робітників на об'єктах ігрової нерухомості, відповідає за одержуваний з роботи дохід і ефективність виробництва. Влаштовуватися на роботу можна один раз на годину, при цьому кожне влаштування на роботу додає одне очко до (ГР). При підвищенні рівня (ГР) підвищується плата за годину роботи персонажа.

#### Гільдія Картярів (ГК)
Гільдія об'єднує в собі всіх шанувальників карткової гри «Дві вежі» (див.розділ Карткова гра «Дві вежі»). За досягнення 12 і 15 рівня ГК гравець отримує можливість 1 раз в день випити напій на 1 удачі, дія якого триватиме від 2х до 3х годин, в залежності від рівня ГК.

#### Гільдія Найманців (ГН)
Представництва ГН можна знайти в секторах Імперії — Peaceful Camp, East River, Fairy Trees і Fishing Village.
У грі існують інтерактивні текстові квести, які залежно від змісту і спрямованості розділені на три частини (представництва гільдії):
- Знищення монстрів, захист загонів, битви з арміями нейтральних істот;
- Звільнення об'єктів ігровий нерухомості, захист від набігів або битви з арміями нейтральних істот;
- Перевезення вантажів, захист загонів, битви з арміями нейтральних істот.

#### Гільдія Тактиків (ГТ)
Доступ до боїв ГТ доступний всім героям від 9-го бойового рівня на сторінці «Битви», а також у випадаючому меню. Для вступу герой повинен пройти тест на тактику. Бої поділяються на три види: тільки артефакти з магазину (встановлені поліпшення не працюють), артефакти з магазину з поліпшеннями і будь-які артефакти з поліпшеннями. Для кожного типу встановлені мінімальні значення очок амуніції, а також мінімальна потужність поліпшень (сума всіх встановлених поліпшень). Бої починаються кожні 15 хвилин, причому перші 12 хвилин гравці можуть, як вступати в заявки, так і створювати, а решту 3 хвилини тільки вступати. Якщо заявка не була повністю заповнена, вона буде розпущена. Якщо для заявки не був знайдений противник, вона також буде розпущена. У боях беруть участь гравці одного рівня. Сторона, що перемогла отримує очки гільдії, в залежності від чисельності та виду бою:
Артефакти з магазину: 1x1 — 1 очко, 2x2 — 1.2 очок, 3x3 — 1.5 очок;
Артефакти з магазину поліпшення: 2x2 — 1.8 очок, 3x3 — 2.5 очка;
Будь-які артефакти покращення: 3x3 — 5 очок.
Сторона, що програла також отримує очки гільдії, але незрівнянно менше.

#### Гільдія Рейнджерів (ГРе)
Рейнджером може стати будь Герой від 7-го бойового рівня абсолютно безкоштовно. Для цього йому достатньо пройти вступний тест в будівлі гільдії. Тест являє собою поєдинок-дуель з рейнджером-наставником, в ході якого, опонент розповість новачкові про ази гільдії. Відмітна особливість боїв за рейнджерів — Герой завжди буде приходити на допомогу рейнджер-розвіднику. Де їм обом доведеться протистояти злодію. Крім того рейнджер для виконання завдання необхідно придбати один з видів ігрового транспорту: кінь, єдиноріг, дракон. Рейнджер розвідник може слідувати наказам Героя, або діяти самостійно. Він розуміє наступні три команди:
1) чекай (Рейнджер чекатиме своїми військами), 2) x: y (координати ворожого загону, на якому слід зосередити атаку, де x — координата по горизонталі, y — по вертикалі. Наприклад, 11:1), 3) атакуй (атакувати у свободі дій, застосовно після 1-ї чи 2-ї команди).
Очки гільдії можна отримувати виконуючи завдання або зустрівши і перемігши злодія при переміщенні по карті. Герой не може бути одночасно рейнджером і злодієм. Змінити свій вибір можна в будь-який момент в будівлі гільдій (сплативши штраф золотом). За кожний новий рівень гільдії рейнджерів Герой отримуватиме 1% ініціативи (не підсумовуються з ініціативою від гільдії злодіїв). По досягненню 4-го рівня, Герой отримає перший артефакт рейнджера.
На даний момент гільдія надала зразки шести своїх артефактів:
- Лук рейнджера
- Кинджал рейнджера
- Перстень спритності рейнджера
- Перстень духу рейнджера
- Меч рейнджера
- Амулет енергії рейнджера

## Історія
Коріння гри сягають в популярний світ Heroes of Might and Magic. На початку 2007 року група ентузіастів і шанувальників фентазі вирішила створити свій проект, який поєднував би у собі барвисті й захоплюючі бої й багатокористувацьку гру через Інтернет, без установки на комп'ютер додаткових клієнтів. Керуючими проекту стали, і донині є всього дві людини з ігровими нікнеймами Maxim (adm) і Alexander (adm). Як стало відомо з прес-конференцій, перший займається графічною частиною, а другий — функціональним наповненням. Пізніше з'явився помічник Lexa — загальне адміністрування й контроль за правопорядком. Зрозуміло, у гру регулярно залучаються художники й програмісти, редактори, верстальники тощо. Усі персонажі людей з технічного персоналу гри об'єднані у відповідні ігрові співтовариства — клани.
Принциповий підхід власників гри — це її некомерційна спрямованість. У грі немає реклами в якому-небудь вигляді, підтримка проекту здійснюється з особистих коштів власників і допомоги гравців. Так, у грі відсутня абонентська плата й дорога іменна амуніція за реальні гроші.
З моменту офіційного запуску гри (1 березня 2007), візуальна частина ГВГ суттєво змінилася й продовжує поліпшуватися — у боях з'явилися тіні й кров, юніти одержали власну анімацію (почісування, переминання з ноги на ногу тощо). Навіть ввели музичний супровід(крики, удари тощо).
Проект швидко набув величезної популярності, на форумі стали з'являтися гравці з далекого зарубіжжя. Спеціально для них, у травні 2008 року була запущена англомовна версія гри. Однак англійський сервер відвідується значно менше російського, що пов'язано з труднощами перекладу великого обсягу інформації й завантаженістю адміністрації.
На численні прохання гравців на форумі створена спеціальна тема [Архівовано 27 лютого 2009 у Wayback Machine.], у якій адміністратори прописують плани розвитку на найближчий час і анонсують нововведення. З масштабних очікуваних змін можна виділити появу кланових воєн і ускладнення економічної частини гри.
У цей час у грі зареєструвалося більш мільйона персонажів і їх число постійне росте. Також у грі є багато українськомовних кланів — найбільш відомим з який є мабуть Рутенія (783). Усі українські клани також входять у власну федерацію (#907 ФУК)

## Карта Імперії

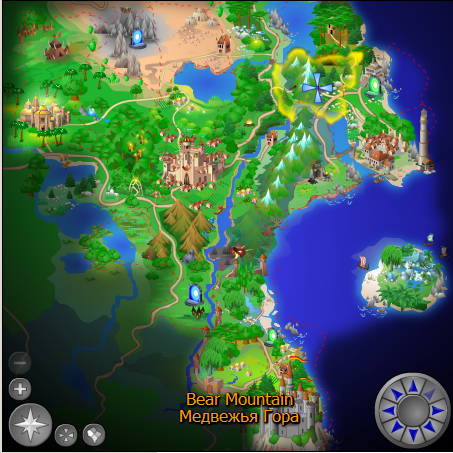
Карта Імперії

Зараз Імперія ділиться на 18 секторів:
1. Столиця Імперії (Empire capital)
2. Східна Річка (East River)
3. Тигрове Озеро (Tiger's Lake)
4. Ліс Розбійників (Rogue's Wood)
5. Вовча Долина (Wolf's Dale)
6. Мирний Табір (Peaceful Camp)
7. Рівнина ящерів (Lizard's Lowlands)
8. Зелений ліс (Green Wood)
9. Орлине Гніздо (Eagle's Nest)
10. Руїни Порталу (Portal's Ruins)
11. Печери Драконів (Dragon's Caves)
12. Сяюче Джерело (Shining Spring)
13. Сонячне Місто (Sunny City)
14. Магма Шахти (Magma Mines)
15. Ведмежа Гора (Bear Mountain)
16. Магічний Ліс (Fairy Trees)
17. Портове Місто (Port City)
18. Міфріловий Берег (Mythril Coast)
19. Непокірний Степ (Ungovernable Steppe)
20. Кристалічний Сад (Crystal Garden)
Деякі об'єкти видобутку, обробки і виробництва в секторах 12 та 13 належать гравцеві Cyrus — король магів. Сектора з 14 по 18 раніше належали фракції гномів, але були захоплені Імперією під час війни. Сектор 19 належав степовим варварам, але був захоплений під час війни з Варварами. У секторах 2, 6 та 16 працюють відділи Гільдії найманців. У секторі 7 знаходиться центр Гільдії Злодіїв. У самій же Столиці працюють ЗАГС, Гільдія Мисливців і Реєстрація Кланів.

## Фракції
На певному етапі реєстрації, гравцеві пропонується вибрати фракцію героя. У цей час їх дев'ять: лицар, некромант, маг, світлий ельф, варвар, темний ельф, демон, гном і степовий варвар.
Число власних істот на одну фракцію — 7 (а з урахуванням поліпшень — 14), багато з них мають унікальні магічні можливості й спеціальні бойові здібності. Загальне число істот у грі становить 154 (найманці, нежить, елементали, механічні істоти). Крім того, скоро будуть створені допоміжні юніти — намет швидкої допомоги, балісти, візок із припасами тощо.
Обрану спочатку фракцію можна легко змінити, що дозволяє гравцям відкривати для себе всі нові й нові аспекти гри. Кожна фракція володіє унікальною навичкою, рівень сили якої залежить він вміння героя.

### Лицар
|  |  |  |

Дуже суперечлива і одна з найбільш короткоживучих фракцій, які населяють землі Імперії. Володіючи відносно слабкою магією, лицарі покладаються в бою на фізичну силу і тактичне планування. Вони вміло використовують всі види холодної зброї, а характеристики їх істот відносно збалансовані й корисні як у нападі, так і в захисті. Ця універсальність найчастіше допомагає їм виходити переможцями з більшості сутичок, проте вимагає стратегічного мислення. Якщо Ви за природою тактик і грубій силі віддаєте тонкий розрахунок, стаєте лицарем.
Саме люди принесли в світ Heroes of W&M поняття зради, жадібності та дріб'язковості. Однак при всій нелюбові до них інших фракцій, факт залишається фактом — вони сила, з якою зобов'язані рахуватися.

### Некромант
Давня і могутня фракція, оскільки потойбічні сили наганяють страх навіть на найдосвідченіших воїнів. Їх сильна сторона — це контактний бій з акцентом на напад. Володарі смерті і майстри чорної магії, некромант володіють такими унікальними здібностями, як воскресіння мертвих і вампіризм. На мертвих істот не поширюються закони моралі: їх не можна надихнути перспективою перемоги, але вони і не бояться померти. Для початківців і тих, хто не може визначитися з вибором, некромант є ідеальною фракцією.
Кількість і вплив служителів темряви постійно зростає. Звертаючи в прах своїх ворогів, некромант невблаганно йдуть своєї головної мети — стати наймогутнішою силою цього світу.

### Маги
Маги — це горді мисливці за знаннями, які прагнуть підпорядкувати собі порядок світобудови. Їх суспільство присвятило себе мудрості і знань — маги проводять своє життя, вивчаючи і описуючи окультні науки. Чарівники правлять слугували їм істотами, яких вони або закликали, або оживили за допомогою магії. Їх воїни особливо сильні в захисті, а магічні заклинання у цій фракції є одними з найпотужніших. Проте бойова міць магів безпосередньо залежить від кількості мани, відсутність якої часом сильно обмежує їх дії. Фракція магів відмінно підходить для терплячих гравців і любителів гри від оборони, що віддають перевагу знищувати війська ворога на підході.
На землях Імперії, маги вважають себе домінуючим народом. Вони не вірять в існування вищих істот і вважають, що якщо витратити достатньо сил на дослідження та експерименти, досягти рівних богам можливостей можуть і вони самі.

### Ельфи
Представники цього народу, часто звані первонародженим, по праву вважаються найдавнішими і наймудрішими жителями світу Heroes of W&M. Більшу частину свого життя вони проводять у лісах, де немає потреби в силі, головне — хороший лук і зіркі очі. Природа нагородила ельфів одним з найбільших значень ініціативи в грі, а навичка "заклятий ворог" збільшує шанс завдання критичних ушкоджень, робить їх дуже небезпечними супротивниками на далеких відстанях. Фракцію ельфів найчастіше вибирають спокійні й урівноважені гравці, що люблять творчий і оборонний стиль гри.
Ельфи — прекрасні і терплячі душі, які живуть в тісному гармонії із Землею. Вони завжди дотримуються своїх найдавніших традицій і часто інші народи Heroes of W&M, вважають їх відлюдькуватими, надмірно гордими і замкнутими на своїх проблемах.

### Варвари
Варвари зберегли підвалини своєї культури з давніх часів до наших днів практично без змін. В основі їх етносу лежать міць і стрімкість. Запорукою успіху завжди було відмінне здоров'я і постійне вдосконалення бойових умінь. Володіючи відмінними атакуючими характеристиками, вони, тим не менш, схильні до безладу і тому часто програють при грі в обороні. Ця фракція найбільше підійде непримиренним і агресивно настроєним гравцям.
На цей момент варвари змушені миритися з сусідством інших народів, проте в традиціях цих воїнів закладено безперечну перевагу і тому вони завжди будуть боротися за домінування

### Темні ельфи
Їх походження та історія багато в чому залишаються загадкою; точно відомо лише те, що відділення цієї гілки від основного стовбура ельфійської раси відбулося дуже давно. Прийнявши сторону зла, темні ельфи влаштувалися в підземеллі — величезної системі печер, гротів, переходів і тунелів як природного, так і штучного походження, що розтягнулися під всією Імперією. Улюблена тактика їх бійців — блискавична атака невеликими, але сильними загонами за підтримки майстерних магів. Модель суспільства темних ельфів можна описати як «війна всіх проти всіх», тому гравцям цієї фракції властиві самовпевненість і любов до інтриг.
Гордовиті, від природи підступні і безпринципні, темні ельфи поступово захоплюють підземний світ. Однак, знаходячи все більшу силу, в пошуках влади їх погляди все частіше і частіше звертаються на поверхню …

### Демони
Чудовиська з пекла, все своє життя борються заради хаосу, крові та страждань. Фракція демонів ворожа до всього сущого — їх воїни відомі нестямною жорстокістю на полі бою, а унікальні магічні здібності дозволяють прикликати підкріплення і обрушувати на голови ворогів лють вогненної стихії. У поєдинках гра за демонів передбачає атакуючі дії при підтримці магії.
Демони готові спалити світ дотла і повалити понівечений світ у вічні темряву і руйнування. Цією фракції одного разу вже вдавалося захоплювати величезні території Імперії, але пізніше сили пекла були відкинуті назад. Чи вдасться їм повторити, а може перевершити цей успіх — залежить від гравця.

### Гноми
|  |  |  |

Войовничий народ, який прийшов колись зі сходу і спробував захопити Імперію. Зазнали нищівної поразки і були змушені довгий час ховатися в лісах. Через деякий час указом Імператриці гноми були визнані повноправними підданими, а всі чвари і сварки з ними були забуті.
Завдяки своїй витривалості, гноми здатні витримати будь-яку стрімку атаку. Гноми володіють магією, хоча часто віддають перевагу перед магічним боєм бою рукопашному. Єдиний вид магії в якому гноми досягли успіху набагато більше за інших — рунічна магія. Володіючи секретом рун, гноми можуть легко переламати хід бою на свою користь.
Гноми — суворі, бородаті карлики. Вони не дуже товариські і не терплять поспіху. Гноми ревно охороняють свої секрети і не дуже шанують чужинців. Вони змирилися зі своєю поразкою і стали частиною Імперії. Гноми володіють магією, хоча частіше полюбляють рукопашний бій, та можуть вивчити легку магію хаосу та сильну світлу магію. Єдиний вид магії в якому гноми сильно випереджають конкурентів — рунічна магія. Рунічна магія — спеціальне вміння, доступне лише гномам. Вона накладається лише на свої війська. На один загін можна накласти лише одну руну і використати лише один раз. На кожному рівні вміння активується нова руна.
Гноми були введені в гру 12 листопада 2010 року, після закінчення війни з гномами і стали 8-ю фракцією гри.
| Вид руни | Характеристика |
|          | Руна берсеркерства Необхідне вміння фракції: 1 При наступній атаці стек завдасть 2 удари. Руна може бути накладена лише якщо під час бою був убитий хоча б 1 юніт із стеку. (поточна кіл-ть юнітів у стеці менша, ніж кількість юнітів у цьому стеці на початок бою). Ефект руни знімається після першої атаки стеку: для істот ближньогого бою — після атаки в ближньому бою; для стрільців — після пострілу. При відповідних ударах стека ефект не спрацьовує й не знімається. Якщо ворожий стек був убитий з першого удару, то ефект руни не знімається. |
|          | Руна енергії Необхідне вміння фракції: 2 Швидкість стека подвоюється до кінця ходу. Ефект руни знімається відразу після завершення поточного ходу стека (навіть у тому випадку, якщо стек пропускає хід, роблячи Оборону або Очікування). |
|          | Руна екзорцизму Необхідне вміння фракції: 3 Зі 100%-вою імовірністю знімає всі негативні ефекти магії темряви (тільки ті, які можуть бути зняті заклинанням "Розсіювання"). |
|          | Руна магічного нагляду Необхідне вміння фракції: 4 При нападі на ворожий стек у нього «поцуплять» (буде прибраний з ворожого стека і накладено на атакуючий) один випадковий позитивний ефект магії Світла. Імовірність спрацьовування «крадіжки» дорівнює 100%. Ефект руни знімається при першій атаці стека. При відповідних ударах стека ефект не спрацьовує й не знімається. Якщо на ворожий стек не накладене жодного позитивного заклинання, то ефект руни «згорає» при атаці. |
|          | Руна стихійної несприйнятливості Необхідне вміння фракції: 5 У стека з'являється імунітет до заклинань двох стихій зі списку: Вогонь, Вода, Повітря, Земля. Стихії вибираються випадковим чином. Ефект руни діє до кінця бою. Якщо у героя є вміння, що дозволяють повторно застосувати руну, то при наступному накладанні цієї руни можуть «випасти» інші стихії. |
|          | Руна невідчутності Необхідне вміння фракції: 6 Строком на 1 хід стек стає безтілесним. Але ефект знімається перед початком наступного ходу стека. |
|          | Руна воскресіння Необхідне вміння фракції: 7 Воскрешає 40% вбитих істот у стеці. Кіл-ть воскрешених істот у стеці = 0,4 * (кіл-ть на початку бою — поточна кіл-ть). Округлення вниз. Наприклад, на початку бою в стеці було 100 істот. В поточний момент залишилося 10. При застосуванні руни воскресіння (100-10) * 0,4 = 36. В стеці стане 10+36 = 46. |
|          | Руна громового розкоту Необхідне вміння фракції: 8 При атаці або відповідному ударі стека ворожий стек може бути відкинутий в кінець ATB-шкали. Імовірність спрацьовування залежить від співвідношення сил стека, на який накладено ефект, і стека, що атакується. Ефект руни знімається тільки після успішного спрацьовування (тобто, в разі «оглушення» ворожого стеку). |
|          | Руна бойової люті Необхідне вміння фракції: 9 При наступній атаці стек буде бити по черзі всі ворожі стеки, що перебувають навколо клітинки поля бою, з якою буде проводитися атака. Крім того, ворожі стеки не будуть відповідати на ці удари. Ефект руни знімається після атаки стека (або після серії атак — у випадку, коли атакується кілька ворогів). Якщо стрілець проводить дистанційну атаку, то ефект руни «згорить» даремно. При відповідних ударах стека ефект не спрацьовує й не знімається. |
|          | Руна драконячої подоби Необхідне вміння фракції: 10 Строком на 1 хід (ініціатива ефекту = 10) стек одержує бонус 100% до Атаки і Захисту і 50% до зменшення втрати від заклинань. Бонус знімається перед початком наступного ходу стека. 100%-вий бонус до Атаки й Захисту дається щодо базових характеристик істоти, тобто Атака і Захист героя не впливають на цей бонус. Наприклад, стек берсеркера (його базові характеристики: 7 Атака, 7 Захист) перебуває в армії героя, у якого Атака = 20 і Захист = 20 — разом у берсеркера буде 27 Атаки і 27 Захисту. При застосуванні руни Атака берсеркера зросте на 7 і Захист — теж на 7. Підсумкові характеристики будуть 34 Атака і 34 Захист. |

Істоти фракції
| Рівень | Істоти               | Покращені істоти |
| 1      | Захисники гір        | Воїни            |
| 2      | Метальники списа     | Майстри списа    |
| 3      | Вершники на ведмедях | Хазяї ведмедів   |
| 4      | Костоломи            | Берсеркери       |
| 5      | Жерці рун            | Старійшини рун   |
| 6      | Тани                 | Громовержці      |
| 7      | Вогняні дракони      | Магма-дракони    |

### Степові варвари
Справжні діти битви, духом якої наскрізь просякнута їх вируюча кров. Їм чужі такі поняття, як ввічливість і етикет. Головний їхній аргумент — це груба сила, помножена на бойову лють, що просто не можна не взяти до уваги як незаперечний доказ. Основний же принцип в бою — без найменшого зволікання розіб'є все на своєму шляху, жертвуючи слабкими в ім'я домінування найсильніших.
І хоча степові варвари бігли від тиранії божевільного степового хана, просячи заступництва і допомоги у Імперії, їх дух зовсім не зломлений, а жага битви як ніколи сильна. Вони мають намір лютою звірячої хваткою вирвати собі гідне місце на цих землях з рук їх зарозумілих мешканців.

## Ігрові події
У грі регулярно відбуваються глобальні івенти — напад агресорів, захоплення нових територій тощо. Гравці, що беруть активну участь у таких подіях, можуть претендувати на одержання особливо коштовних речей — медалей, орденів або навіть раритетів (елементи амуніції з підвищеними характеристиками й міцністю). Цінність таких предметів буває досить високою, а особливо рідкісні й унікальні трофейні раритети часто дістаються навіть не просто гравцям, а лише кланам, за які вони виступають. У будь-якому випадку, одержати таку річ не тільки вигідно, але й почесно.
Унікальність таких предметів полягає в їхніх характеристиках і невеликій кількості. Проте інколи раритети виставляються невеликою кількістю на ринок Адміністрацією (на аукціонній основі) — це дає можливість придбати їх тим гравцям, які не брали участь у відповідній ігровій події.

## Проведення боїв

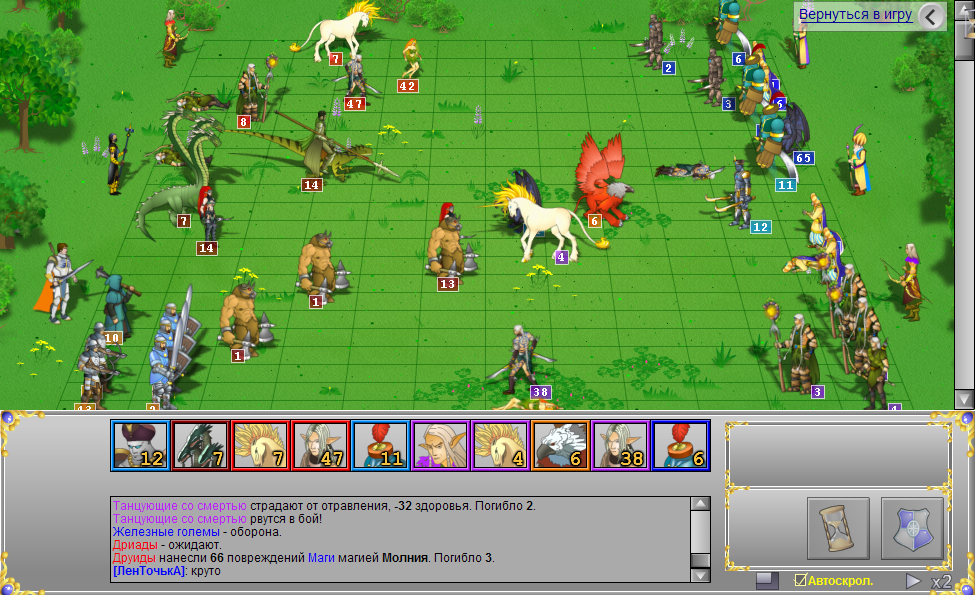
Бойова арена

Бої в грі мають повністю графічний вид і проходять у покроковому режимі на невеликій карті, поділеній сіткою на клітинки — як шахи. Черговість ходів визначається за спеціальною шкалою й залежить від ініціативи загону (під час бою черговість може бути змінена за допомогою магічних заклинань). Мета бою — знищити всі істоти в армії супротивника. Після бою обидві сторони одержують уміння обраної фракції, а переможець додатково одержує бойовий досвід.
Бої діляться на кілька типів:
Дуелі — бій один на один із суперником, якого гравець вибирає сам.
Групові бої — бої, у яких можуть брати участь до 6 людей. Розподіл може бути:
- За бажанням (якщо є вільне місце — можливо вступити за кожну зі сторін);
- Рівномірне (команди гравців складаються приблизно рівними);
- Випадкове (розподіл гравців на команди відбувається випадковим способом);
- Кожний сам за себе (4 або 6 гравців);
- В темну (розподіл відбувається випадковим способом, гравець не може подивитися інформацію про супротивника, немає бойового чату, в цілому схожий на КСЗС).

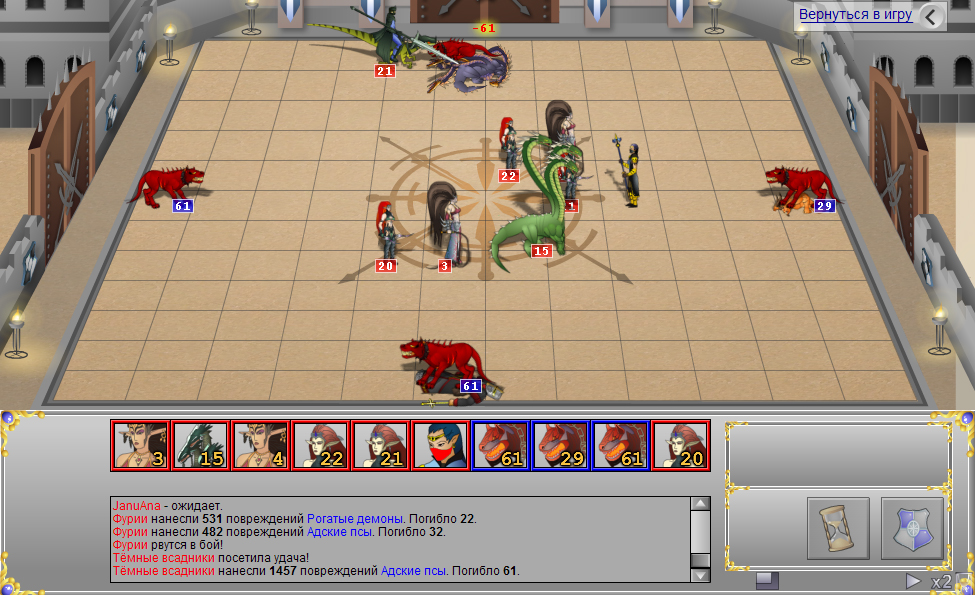
Турнірний бій

Турніри — це система поєдинків між гравцями одного бойового рівня. Взяти участь в турнірі може будь-який персонаж, що досяг 3-го рівня. Вступний внесок оплачується лише один раз — участь в турнірі здійснюється в слушний для гравця час, але лише до тих пір, поки відкрита арена.
У грі існують такі види турнірів:
- Малий турнір — турнірні бої проходять за схемою дуелей 1 на 1. Під час всього турніру два гравці можуть зустрітися лише один раз. Кожна перемога в поєдинку дає персонажеві 1 очко. За поразку або нічию окуляри не нараховуються.
- Темний турнір — турнірні бої проходять за схемою «бої втемну», 4 гравці, кожен сам за себе. Під час всього турніру певна четвірка гравців може зустрітися лише один раз. Перший вибулий з поля бою отримує 0 очок, другий 1 очко, третій 2 очки, а переможець отримує 3 очки за бій. Зважаючи на необхідність вкомплектовувати бої 4-мя гравцями, три гравці можуть бути виключені із заявки турніру, гравці котрі вступили в заявку раніше, мають більше шансів потрапити в бій.
- Турнір на виживання — цей турнір — змагання особливого типу. Гравці б'ються на арені з ордами нейтральних істот, керованих ШІ, які безперервно атакують гравців. Битва починається за зразком бою в засідці: герой знаходиться в центрі, в квадраті 4х4, а нейтральні істоти нападають з чотирьох сторін хвилями — по одному загону з кожного боку. Після відбиття однієї хвилі іде наступна, щоразу потужніше попередньої. Кількість хвиль не обмежена. Таким чином, в боях цього турніру перемогти неможливо, а гравці змагаються в тому, як довго вони протримаються і скільки утрати нанесуть. У кожного гравця є сім спроб. Кількість і порядок хвиль однакові для всіх гравців одного рівня і фракції. Тому на час проведення даного турніру перегляд турнірних боїв прихований від сторонніх очей. Кожен гравець нагороджується відповідно до максимальної кількості набраних очок на його рівні окремо за фракціями. Таким чином, будь-який гравець має можливість перемогти відразу в семи номінаціях на своєму рівні, якщо покаже видатні результати в боях за кожну з фракцій.
- Тронна битва — у цьому турнірі гравцям надається можливість випробувати нових істот, ще не введених в гру. Бої відбуваються без вживання артефактів, навичок, умінь і бонусів гільдій. У всіх героїв однієї фракції під час турнірного бою буде однаковий заданий набір істот, залежно від фракції і незалежно від бойового рівня. У турнірі можуть взяти участь гравці від 5-го рівня, при цьому заявки єдині для всіх рівнів, а параметри героїв абсолютно однакові.
- Змішанний турнір — це турнір з унікальними груповими боями з випадковим розподілом команд, які в звичайних групових боях зібрати досить складно. Наприклад, на турнірі пліч-о-пліч можуть встати герої п'ятого і п'ятнадцятого рівнів проти трьох героїв дев'ятого рівня. Команди розподіляються так, щоб зробити бій як можна цікавіше і найрівнішим для кожної із сторін. Після кожного бою автоматично коректуються коефіцієнти сил, щоб в подальшому не допустити нерівні бої.

Полювання — Сутички з нейтральними істотами, керованими ШІ. Найчастіше, гравець сам ініціює атаку на нейтралів. Однак на загальній карті гри є сектор «Печери Драконів», де нейтральні істоти(зокрема дракони) можуть самі напасти на гравця.

## Карткова гра «Дві вежі»

Так виглядає гра в карти.

У перервах між битвами, гравці можуть розважити себе картковою грою, аналогом гри Аркомаг. Гра моделює бій між двома замками (вежами). Гравці по черзі кидають карти, залежно від змісту яких відбуваються ті або інші події. У грі використовуються три види ресурсів — руда, мана, загони — їм відповідають три види карт (відрізняються за кольором).
Для перемоги над суперником необхідно виконати одну із трьох умов:
- знищити вежу ворога (довести її висоту до 0)
- відбудувати свою вежу до зазначеного в умовах значення
- зібрати певну кількість ресурсів

Ця гра настільки популярна серед гравців, що існують цілі тематичні клани (співтовариства гравців), які регулярно проводять турніри серед своїх учасників.

## Цікаві факти
- За результатами 2009 року гра зайняла 1-е місце в премії рунету (номінація Народне голосування 2009)[6]. Показово, що в момент проведення голосування, в самій грі доглядачами активно видалялися найменші згадування про цю подію — ігрові сервери насилу витримували велику кількість гравців.
- Нейтральні істоти у грі мають розвинутий ШІ, яким часто розважають гравців, відповідаючи їм в боях досить логічно і кумедно [http://www.heroeswm.ru/battlechat.php?warid=105196983%5Bнедоступне+посилання+з+квітня+2019%5D][недоступне посилання з серпня 2019].

## Премії та нагороди

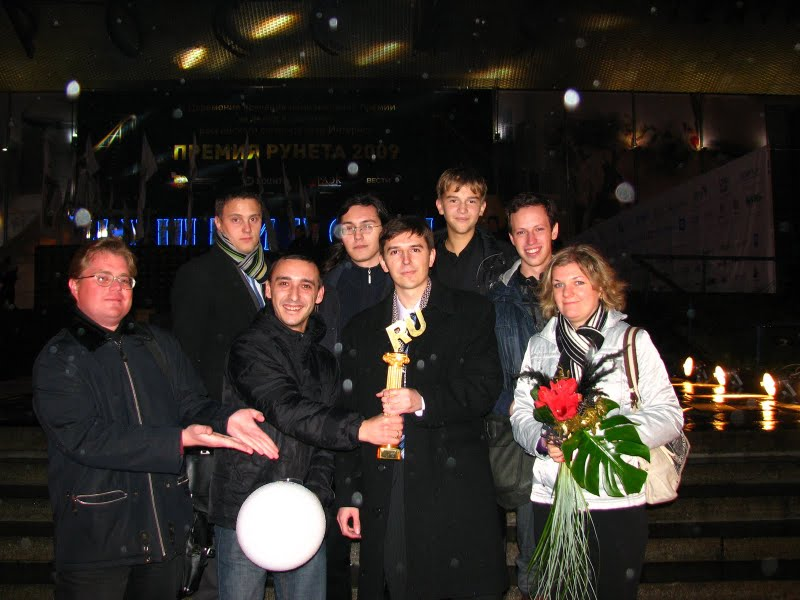
Головний доглядач гри Lexa

- За результатами 2008 року гра отримала 44 місце в Премії Рунету (номінація Народне голосування 2008)[7].
- У 2009 році гра виграла конкурс Премія Рунету в номінації Народне голосування[8][9].
- У 2010 гра отримала 2 місце в Премії Рунету (номінація Народне голосування.
- У 2011 році гра отримала 3 місце Премії Рунету у тій же номінації.
- У 2012 році гра перемогла у голосуванні «Гра рунету».

## Статті про гру на незалежних сайтах
- Огляд гри на Zone of eXperience[недоступне посилання з квітня 2019]

|  | Назва гри «Heroes of War and Money» буквально відображає зміст цієї гри. По-перше - війна, по-друге - економіка. Я не помітила ні довгих, великих літописів з історії ігрового світу, ніякої "говорильні", крім спілкування в чаті й на форумі. Фактично, «Heroes of War and Money» є фан-клубом гри «Heroes of Might and Magic V». При вході скромне посилання-навчання. Цілком, до речі, дохідливе й зрозуміле. Принаймні, не доводиться потім писати в чат: «Агов, хлопці, я тільки прийшов, а що взагалі то робити?!». |

- Опис гри в Геройському куточку ag.ru [Архівовано 9 жовтня 2009 у Wayback Machine.]

|  | Герої війни й грошей - безкоштовна гра, що стартувала в березні 2007 року. Поєднує в собі тактичні бої й економічну стратегію. Розвиваючи свого персонажа, можна брати участь в одиночних, групових і кланових сутичках. Відпочиваючи в перервах між двобоями або повністю присвятивши себе ремеслу торговця, можна добувати й переробляти десятки видів сировинних ресурсів, робити й продавати сотні артефактів. Гра підтримується всіма сучасними браузерами, використання новітніх Flash-технологій дозволяє створити захоплюючі бої без установки на комп'ютер яких-небудь додаткових програм. Завдяки цьому вимоги до потужності комп'ютера й швидкості Інтернет-з'єднання мінімальні. Користувачів модемних і Gprs-підключень також порадує й той факт, що гра споживає невеликий трафік. |

- Стаття про гру на Online TOP List

|  | Світ Heroes of W&M населений безліччю народів і істот. Герої кожної фракції (Лицарі, Некроманти, Маги, Ельфи, Варвари, Темні Ельфи, Демони) мають свої унікальні властивості й підконтрольних істот. Тому дуже важливо на початку гри визначити народ, що найбільше підходить гравцеві. Відзначу, що в процесі гри фракція персонажа завжди може бути змінена на сторінці вашого замку. |

- Стаття про гру на сайті Браузерні Ігри

|  | Кожний з нас грав або чув хоч раз слова «Heroes of Might and Magic» — «Герої Меча й Магії». Але чи чули Ви про онлайн гру «Heroes of War and Money» — «Герої війни та грошей» ? Ні? Тоді обов'язково прочитайте даний огляд цього захоплюючого проєкту, що веде Вас у світ фентезі. У світ, де під землею «Імперії» правлять страшні «Дияволи», землею ходять великі «Титани», у печерах живуть «Гідри» і «Чудовиська», а в небесах ширяють легендарні «Дракони» й «Ангели» . Герої війни й грошей ... Отже — Heroes of War and Money є безкоштовною, браузерною, онлайн грою, із щоденним онлайном в 10000-15000 гравців. Вона поєднує в собі такі жанри як покрокова стратегія та рпг. Вам не потрібно завантажувати різні клієнти, програми та інше, у грі Герої війни й грошей використовуються новітні flash технології, швидкість завантаження вражає, ви можете грати як з будь-якого браузера на комп'ютері, так і з будь-якого іншого апарата, аби тільки він підтримував flash і мав вихід в Інтернет, будь то стільниковий телефон, КПК, смартфон тощо. Як Ви вже зрозуміли, вимоги мінімальні. Так само гра споживає невеликий трафік, що не може не радувати користувачів з повільним з'єднанням, або дорогим тарифом |

- Огляд гри на Бойовому народі

|  | Чи любите ви Heroes of Might and Magic, як люблять їх мільйони? Якщо так, то ця стаття - для вас, адже ми розповімо про браузерну онлайн-гру Heroes of War and Money, створену за мотивами «Героїв». Безумовно, при виборі подібного піджанру механіка не могла не змінитися - питання тільки в тому, наскільки й у якому напрямку пішли зміни? Давайте ж спробуємо розібратися в "начинці" проекту, що стартував менше роки тому, але вже завоював собі популярність. |

## Ресурси інтернет
- Офіційний сайт гри[недоступне посилання з липня 2019]
- Вікіпедія Героїв. Опис гри, створений аналогічно Вікіпедії самими гравцями[недоступне посилання з липня 2019]
- Геройська стрічка. Газета гри [Архівовано 2 грудня 2013 у Wayback Machine.]
- Неофіційна довідка гри
- Клієнт для гри
- Скрипти для гри [Архівовано 20 лютого 2010 у Wayback Machine.]
- Відвідуваність проекту гравцями різних країн